# Хервег, Август Юлиус
Август Юлиус Хервег (нем. August Julius Herweg; 17 октября 1879, Хельмштедт — 26 января 1936, Бад-Райхенхалль) — немецкий физик, профессор Техническом университете Ганновера.

## Биография
Август Юлиус Хервег родился 17 октября 1879 года в Хельмштедте, где окончил среднюю школу; изучал математику и физику в Геттингене, Берлине и Вюрцбурге. В 1905 году он получил степень кандидата наук в университете Вюрцбурга за диссертацию «Дополнительные сведения об ионизации рентгеновскими лучами» (Beiträge zur Kenntnis der Ionisation durch Röntgen-Kathodenstrahlen). В 1907 году, под руководством Густава Ми, Хервег стал доктором наук в университете Грайфсвальда, защитив диссертацию «Об уменьшении потенциала начала искрения путем облучения разрядника катодными лучами» (Über die Herabsetzung des Funkenpotentials durch Bestrahlung der Funkenstrecke mit Kathodenstrahlen).
В 1913 года Хервег стал профессором; в годы Первой мировой войны, с 1914 по 1918, он служил в армии — сначала в качестве полкового адъютанта в Щецине, а затем — в отделе развития телеграфии. В 1920 году в Галле он занимался исследованиями новейших методов физики, а в 1921 — стал экстраординарным профессором. В 1923 году в Техническом университете Ганновера он стал штатным экстраординарным профессором по радиотехнике, основам физики и фотографии: преподавал теоретическую физику. С 1924 года он возглавил «Института высокочастотной физики» (Instituts für Hochfrequenzphysik), где преподавал радиотелеграфную связь и телефонию, а также — проводил стажировки для техников связи. В 1929 году Хервег стал полным профессором; вышел на пенсию в 1935. 11 ноября 1933 года Юлиус Хервег был среди более 900 ученых и преподавателей немецких университетов и вузов, подписавших «Заявление профессоров о поддержке Адольфа Гитлера и национал-социалистического государства». Скончался 26 января 1936 года в Бад-Райхенхалле

## Работы
- Die Elektronentheorie, 1908.
- Beiträge zur Kenntnis der Ionisation durch Röntgen- Und Kathodenstrahlen, 1923.